# Oenanthe picata
Chasco-variável ou chasco-oriental (Oenanthe picata) é uma espécie de ave da família Muscicapidae.
Pode ser encontrada nos seguintes países: Afeganistão, Egipto, Índia, Irão, Israel, Cazaquistão, Líbano, Nepal, Omã, Paquistão, Rússia, Tadjiquistão, Turquemenistão, Emirados Árabes Unidos e Uzbequistão.
Os seus habitats naturais são: desertos quentes.